# ۱۰۰۷ (قمری)
۱۰۰۷ (قمری)، هزار و هفتمین سال در گاهشماری هجری قمری است. اول محرم این سال برابر با چهارم اوت سال ۱۵۹۸ میلادی است.